# Filial

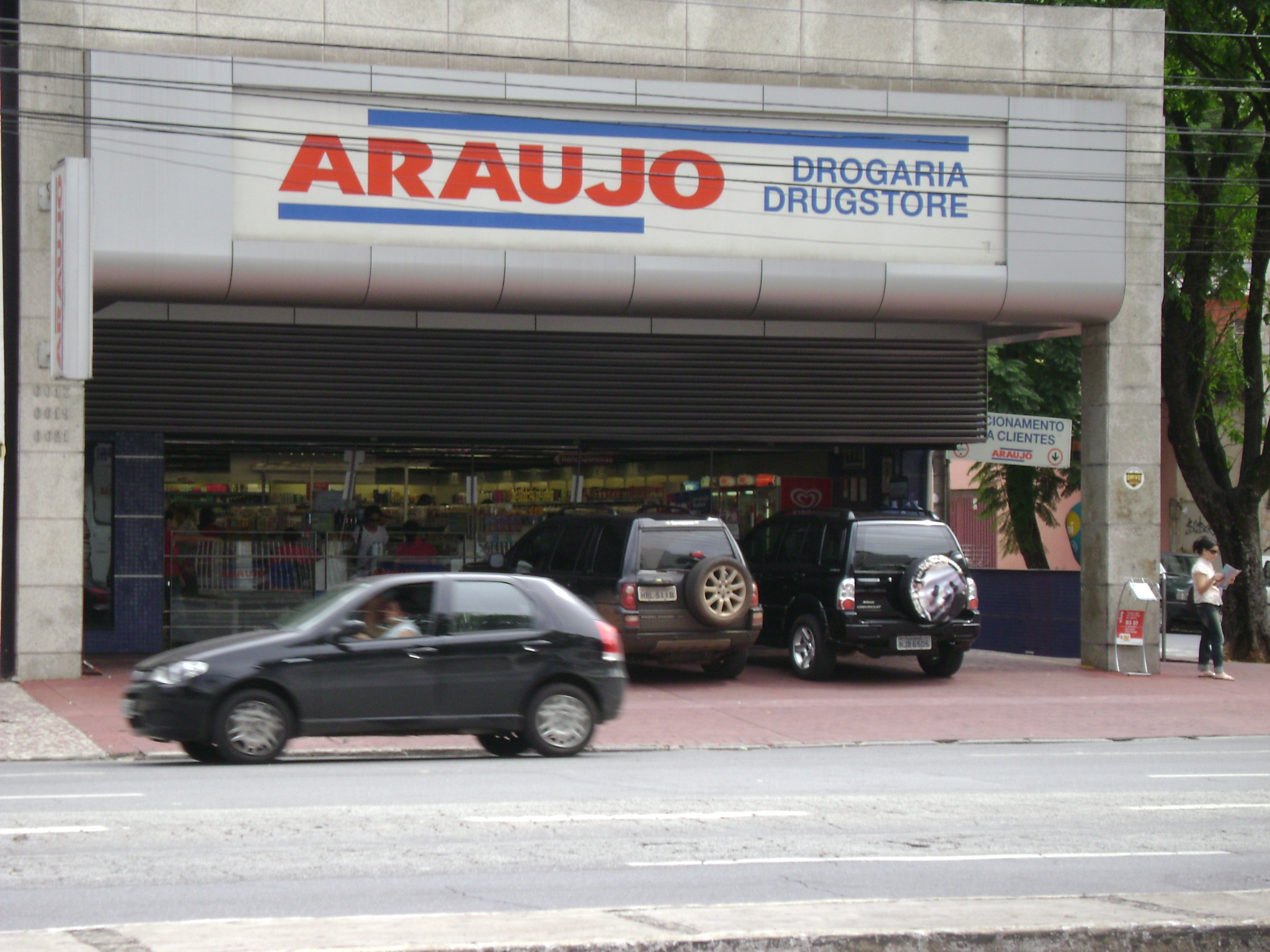
Filial da Drogaria Araujo, em Belo Horizonte.

Filial é uma loja (normalmente comercial) que está subordinada a uma empresa matriz.

## Formas de filiação
O comércio filial pode ocorrer de duas maneiras:
Na primeira, a loja já existia como uma empresa independente, até ser adquirida por outra. Assim, apesar de possuir independência de gestão e às vezes até a preservação de seu nome original, precisa mandar uma remessa de dinheiro mensal ou anual proporcional ao lucro adquirido. Em escala maior, um exemplo é a fusão da Telemar com a Oi, e do Itaú com o Unibanco. Essas quatro empresas preservam a marca apesar da agregação.
Na segunda forma (a mais comum), a loja filial já foi aberta pela matriz, assim sendo possui comando administrativo direto da central e divulga o nome da empresa matriz.
Toda filial deve possuir o mesmo ramo de atividade da matriz exemplo: se a matriz tiver como objeto comércio varejista de calçados esse também é o ramo da filial.
Também fica destacado um valor de capital para a filial, desde que este valor nunca ultrapasse o valor de capital da matriz.